# Édouard Viénot
Pour les articles homonymes, voir Viénot.
Édouard Viénot, né le 13 septembre 1804 à Fontainebleau et mort le 12 février 1872 à Bruxelles, est un peintre français.

## Biographie
Élève de Louis Hersent et de Paulin Guérin, Viénot intègre les Beaux-Arts de Paris, le 4 octobre 1822. De 1826 à 1827, il travaille à Londres au 20 York Street, Portman Square, où il signe son travail du nom de « chevalier Viennot ».
De retour en France, il fait ses débuts au Salon de Paris en 1831, avec une Nymphe sortant du bain, après quoi il n’exécutera plus que des portraits, dont celui de Marie Duplessis, « la dame aux camélias », commissionnée par Stackelberg ou Zulma Carraud. De 1831 à 1870, la plupart de ses œuvres seront exposées au Salon de Paris, dont un portrait de l’impératrice Eugénie, en 1868.
Il a eu pour élève Henri-Georges Morisset, avec lequel il s’est associé pour fonder l’atelier Viénot-Morisset, au 92 rue de la Victoire à Paris. Ils furent réputés pour leurs portraits peints à partir de photographies, dans le but de réduire le temps et le nombre de poses. Cette technique leur vaudra une clientèle prestigieuse, qui inclut des têtes couronnées. Sa nomination, le 20 aout 1869, au poste de portraitiste et pourvoyeur de la maison impériale par l’empereur Pedro II du Brésil, lui permettra d’utiliser les armes impériales pour faire connaitre son travail. Il s’établira ensuite au 62, rue de la Chaussée-d'Antin.

## Œuvres partielles
- Portrait de Miss Paton, exposé à la Royal Academy de Londres en 1826.
- Portrait de Sir Robert Shaw, exposé à la Royal Academy de Londres en 1826.
- Portrait de Madame Viennot, exposé à la Royal Society of British Artists de Londres en 1827.
- Portrait de la marquise de Downshire, exposé à la Royal Society of British Artists de Londres en 1827.
- Portrait de Zulma Carraud et de son fils Ivan âgé de six mois, 1827, 99 × 82 cm, Maison de Balzac, Paris[10].
- Portrait de Madame Marie Duplessis, 1845.
- Portrait du lieutenant-colonel baron S..., exposé au Salon de Paris en 1846[11].
- Portrait de Mademoiselle Delille, artiste de l’Opéra Comique, dans le 2e acte des Diamants de la Couronne, exposé au Salon de Paris de 1846[11].
- Étude de Femme, exposé au Salon de Paris de 1857.
- Portrait de Monsieur S..., exposé au Salon de Paris de 1857.
- Portrait de Madame S..., exposé au Salon de Paris de 1857.
- Miss P. N. J. ; étude, exposé au Salon de Paris de 1859.
- Portrait de Mademoiselle Jeanne Tordeus, du théâtre impérial de l’Odéon, exposé au Salon de Paris de 1861[12].
- Portrait de Madame A. Musard, exposé au Salon de Paris de 1863.
- Portrait de Madame..., exposé au Salon de Paris de 1864.
- Portrait de Mademoiselle Guerra du Théâtre-Italien, exposé au Salon de Paris de 1865[9].
- Portrait de Monsieur Saint-Germain du théâtre du Vaudeville, exposé au Salon de Paris de 1865[9].
- Portrait de Mademoiselle B. de C..., exposé au Salon de Paris de 1866.
- Isabel do Brasil, 1868, Imperial Museum in Brazil.
- Portrait de Madame L. D. R..., exposé au Salon de Paris de 1870[13].
- Portrait de Monsieur A. L..., exposé au Salon de Paris de 1870.
- Pedro II do Brasil, Musée impérial du Brésil.
- Portrait de Menina, Museo Regional de São João del-Rei.
- Portrait de Irineu Evangelista de Sousa.
- Portrait de Marcelina Vásquez de Márquez.

## Galerie

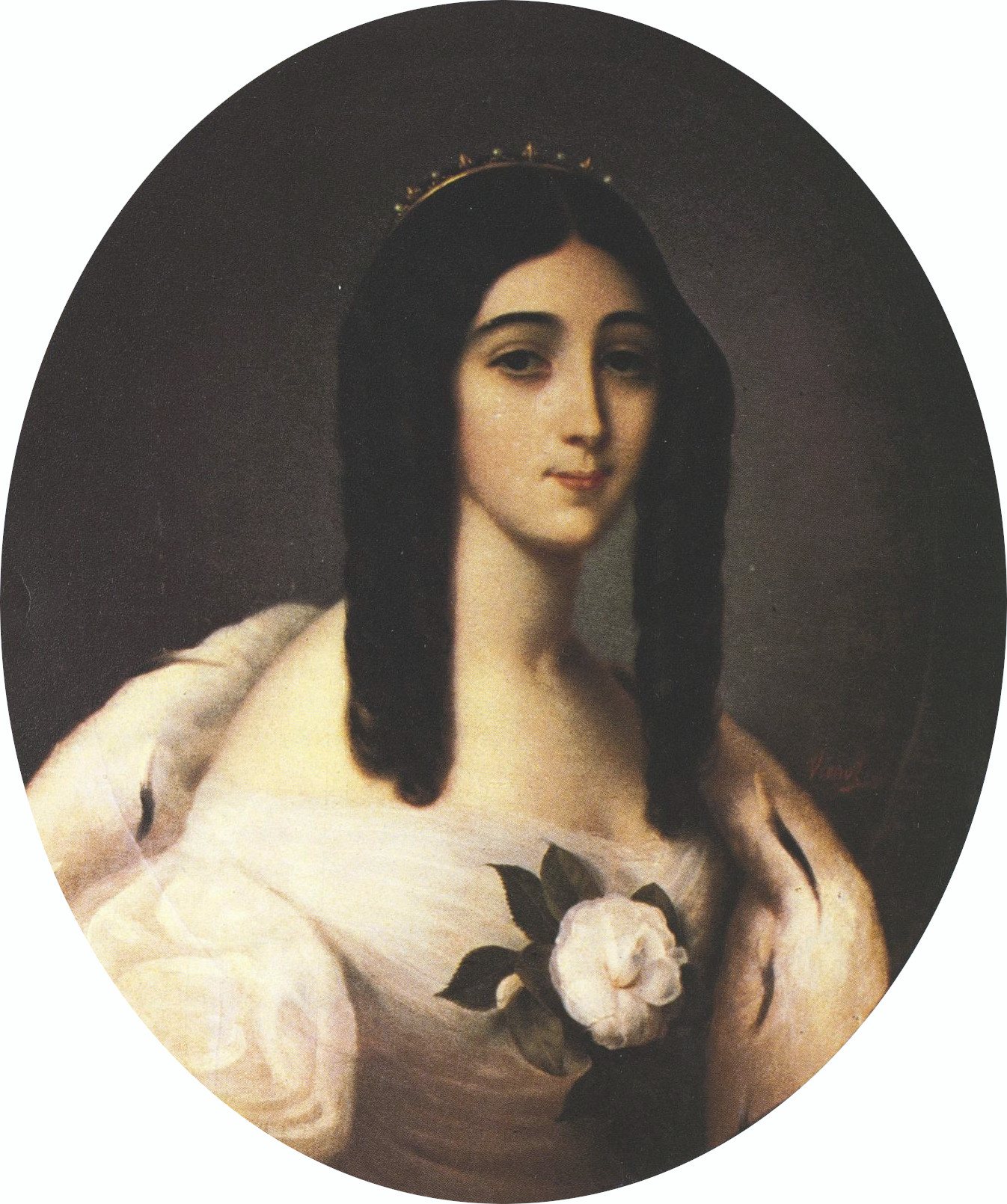
Marie Duplessis, comtesse de Perrégaux.
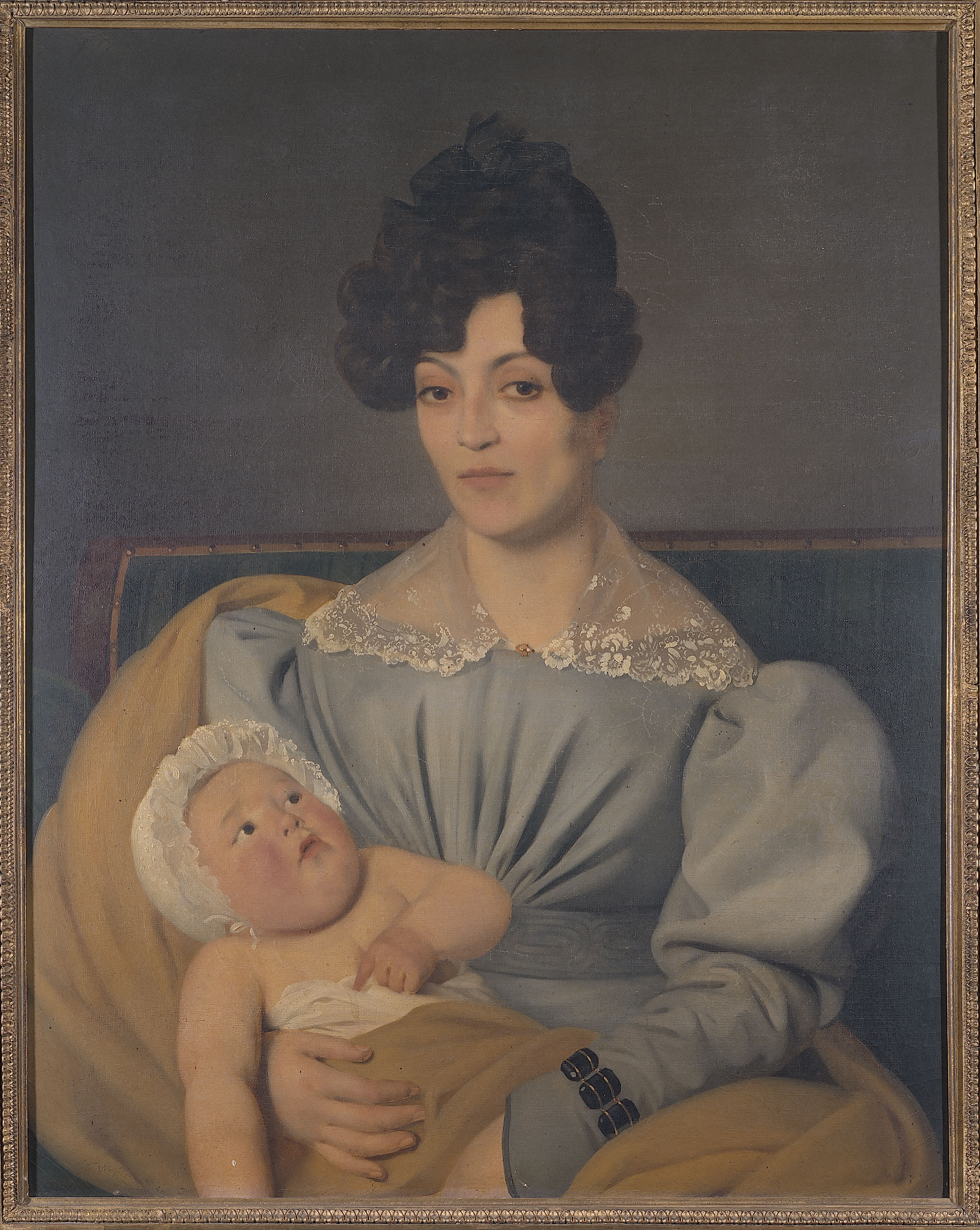
Zulma Carraud.
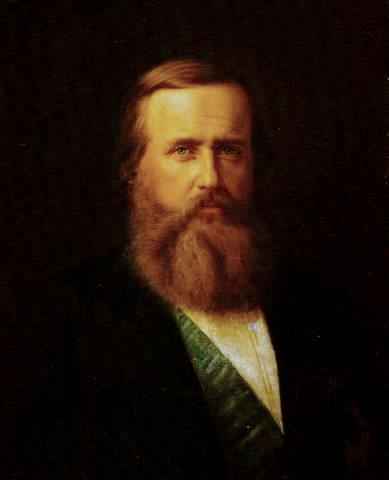
Pedro II, empereur du Brésil.
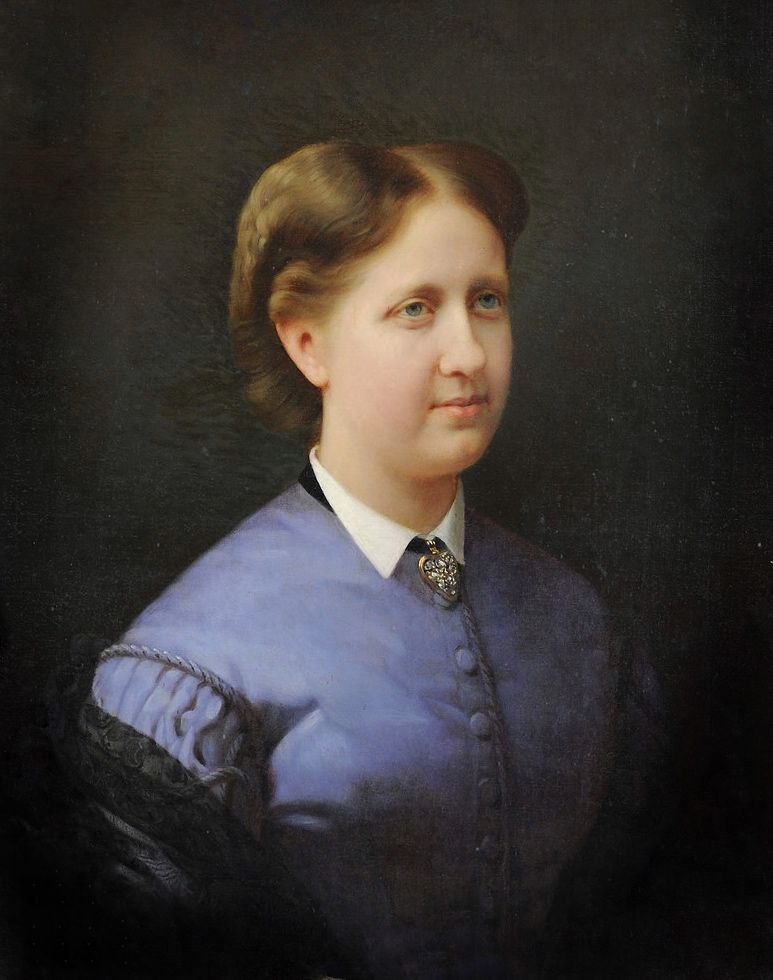
Princesse Isabelle du Brésil, 1868.
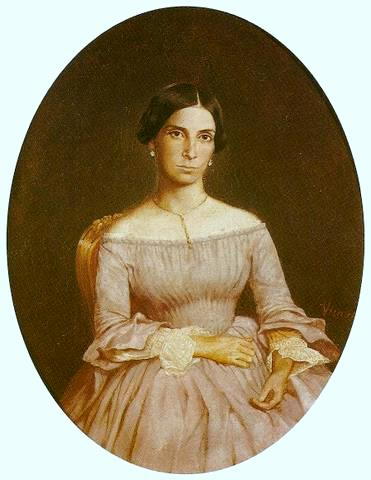
Portrait de femme, date inconnue.